# Liste der Biografien/Mico
Liste der Biografien |
Portal Biografien |
Personensuche
# |
A |
B |
C |
D |
E |
F |
G |
H |
I |
J |
K |
L |
M |
N |
O |
P |
Q |
R |
S |
T |
U |
V |
W |
X |
Y |
Z |
?
 
Ma |
Mb |
Mc |
Md |
Me |
Mf |
Mg |
Mh |
Mi |
Mj |
Mk |
Ml |
Mm |
Mn |
Mo |
Mp |
Mq |
Mr |
Ms |
Mt |
Mu |
Mv |
Mw |
Mx |
My |
Mz
 
Mia |
Mib |
Mic |
Mid |
Mie |
Mif |
Mig |
Mih–Mik |
Mil |
Mim |
Min |
Mio |
Mip |
Miq |
Mir |
Mis |
Mit |
Miu |
Miv |
Miw |
Mix |
Miy |
Miz
 
Mica |
Micc |
Mice |
Micf |
Mich |
Mici |
Mick |
Micl |
Mico |
Micr |
Micu |
Micy
Die Liste der Biografien führt alle Personen auf, die in der deutschsprachigen Wikipedia einen Artikel haben. Dieses ist eine Teilliste mit 12 Einträgen von Personen, deren Namen mit den Buchstaben „Mico“ beginnt.

## Mico
- Mico, Richard (1590–1661), englischer Komponist
- Mico, Sindi (* 2004), Schweizer Volleyballspielerin

### Micol
- Micol, Philippe (1955–2021), Schweizer Musiker
- Mičola, Tomáš (* 1988), tschechischer Fußballspieler
- Micolta, Joyce (* 1998), ecuadorianische Leichtathletin

### Micom
- Micombero, Michel (1940–1983), burundischer Politiker, Präsident von Burundi

### Micon
- Miconi, Milena (* 1971), italienische Schauspielerin, Soubrette und Fotomodell

### Micou
- Micoud, Johan (* 1973), französischer FußballspielerJohan Micoud (* 1973)

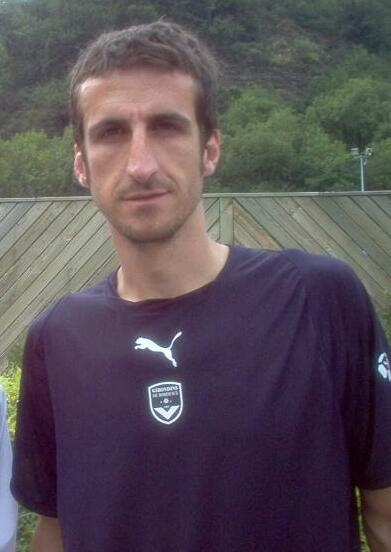
Johan Micoud (* 1973)

### Micov
- Micov, Vladimir (* 1985), serbischer Basketballspieler
- Míčová, Gabriela (* 1975), tschechische Schauspielerin
- Mićović, Joanikije II. (* 1959), serbisch-orthodoxer Metropolit von Montenegro und dem Küstenland
- Micovich, Jo (1926–2008), deutsche Schriftstellerin, Lyrikerin und Hörspielautorin